# Ойшер, Фрейделэ
Фрейдл Ойшер, более известная под уменьшительным именем Фрейделэ Ойшер (Фрейда Зейликовна Ойшер; идиш פֿרײדעלע אױשער‎‎; 13 октября 1913, Липканы, Хотинский уезд, Бессарабская губерния — 5 января 2004, Нью-Йорк) — актриса театра и мюзиклов на идише, звёздный ребёнок американской еврейской театральной сцены 1920—1930-х годов.

## Биография
Фрейделэ Ойшер родилась в бессарабском местечке Липканы (теперь Бричанского района Молдовы) в семье кантора Зейлика Ойшера в 1913 году. Так как её отец вскоре уехал в Монреаль, воспитывалась в доме деда по материнской линии — липканского столяра Мэхла (семья отца происходила из уездного местечка Хотин). Летом 1921 года вместе с матерью и старшим братом Мойше уехала к отцу в Монреаль, а через два года в Нью-Йорк и ещё через некоторое время в Филадельфию, где отец получил должность кантора. Рано начала работать продавщицей прецелей в Филадельфии. С 13 лет Фрэйдэлэ начала играть в еврейском театре на идише в Нью-Йорке, куда она переехала вслед за братом, — сначала в районе Бруклинского моста, потом — на Второй авеню манхэттенского нижнего Истсайда.
Фрейделэ стала настолько популярна в подростковых ролях, что уже в конце 1920-х годов специально для неё были написаны и поставлены мюзиклы «Маленькая принцесса» (Little Princess), «Золотая девочка» (The Golden Girl), «Свадьба Фрэйдэлэ» (Fraydele’s Wedding), «Хелемский кантор» (The Cantor of Chelm). По мере взросления она стала играть и в более традиционном репертуаре еврейских театров того времени. Самой известной ролью Фрейделэ Ойшер стал классический персонаж еврейского театра — переодевшаяся ешиботником девочка-подросток. В кино подобной же ролью много лет спустя прославилась Барбра Стрейзанд в кинокартине «Ентл» (Yentl, 1983) по рассказу Ицхока Башевиса-Зингера «Ентл дер ешивэ-бухер» (Ента-ешиботник).
Помимо работы в театре, в исполнении Фрейделэ Ойшер вышли грампластинки народных песен, театральных шлягеров и литургических композиций. Она одной из первых начала выступать в реформистских синагогах с программой канторских композиций, традиционно рассчитанных на мужское исполнение, задолго до появления на конфессиональной сцене женщин-канторов. Её выступления на нью-йоркском радио WLTH уже в конце 1930-х годов проходили под именем «Фрейделэ ди хазнтэ» (Канторша Фрэйдэлэ).

## Семья
- Старший брат — звезда американского кинематографа на идише 1930—1940-х годов Мойше Ойшер.
- Муж — Арн, или Гарольд, Штернберг (Harold Sternberg, 1909—1998) — сын липканского кантора-баса Йосла Штернберга (в чьём хоре начинал певческую карьеру Мойше Ойшер) — актёр театра на идише, в 1930-х годах выступал в бродвейских шоу Дж. Гершвина и на протяжении 40 лет (c 1937 года) в нью-йоркской «Метрополитен-опера» как оперный бас (basso profondo) и музыкальный руководитель хора.
  - Дочь — Мэрилин Майклс (Marilyn Michaels Архивная копия от 1 июля 2007 на Wayback Machine; род. 1943) — нью-йоркская комедиантка (stand-up comedienne) и имперсонатор.

## Записи
- «Ов-hopaxaмим и эйлу-дворим» (канторские композиции с Эйбом Эльштейном на органе). Banner Records (Нью-Йорк), 1940-e годы.
- «Variety Yiddish Theatre» (театр-варьете на идише). Двенадцатидюймовая долгоиграющая грампластинка на 33 1/2 оборотах. Banner Records (Нью-Йорк), 1940-е годы.
- «Идише нешумэ» (еврейская душа), долгоиграющая грампластинка и компакт-диск с дочерью Мэрилин Майклз. MIC Records (Нью-Йорк).
- «Great Cantorial Singers» (канторские композиции в исполнении женщин-канторов), 2 компакт-диска, Tara Records, 2005.
- «The Oysher Heritage: Moishe Oysher, Fraydele Oysher, and Marilyn Michaels» Архивная копия от 21 июня 2007 на Wayback Machine (Наследие семьи Ойшер). Mew Productions, 2005 и SISU Home Entertainment, Нью-Йорк, 2005.